# 13e arrondissement de Paris

Logo du 13e arrondissement de Paris.

Le 13e arrondissement de Paris est un des vingt arrondissements de Paris. Il est situé sur la rive gauche de la Seine. Il est entouré par le 14e arrondissement à l'ouest et le 5e arrondissement au nord. Au sud, il communique, au-delà du boulevard périphérique, avec les communes du Val-de-Marne, d'ouest en est Gentilly, Le Kremlin-Bicêtre et Ivry-sur-Seine. La Seine borde l'arrondissement à l'est, le séparant du 12e arrondissement et de la rive droite.
Assez peu touristique, le 13e arrondissement est un ancien quartier ouvrier. Aujourd'hui, il est surtout connu pour son quartier asiatique, le quartier de la Butte-aux-Cailles, le quartier des Olympiades, le centre universitaire Tolbiac ainsi que pour l'implantation dans les années 1990 de la Bibliothèque nationale de France sur les quais de Seine. Du fait de la présence de nombreuses tours et d'immeubles d'habitation de construction récente, l'arrondissement présente un urbanisme original dans la capitale, qui s'exprime notamment à l'heure actuelle dans le projet Paris Rive Gauche.
L'arrondissement abrite, outre le site Tolbiac de la Bibliothèque nationale de France dite Bibliothèque François-Mitterrand, la gare d'Austerlitz, la manufacture des Gobelins, l'hôpital de la Pitié-Salpêtrière et le centre universitaire Tolbiac.
Il porte également le nom d'« arrondissement des Gobelins », mais cette appellation est rarement employée dans la vie courante.

## Historique

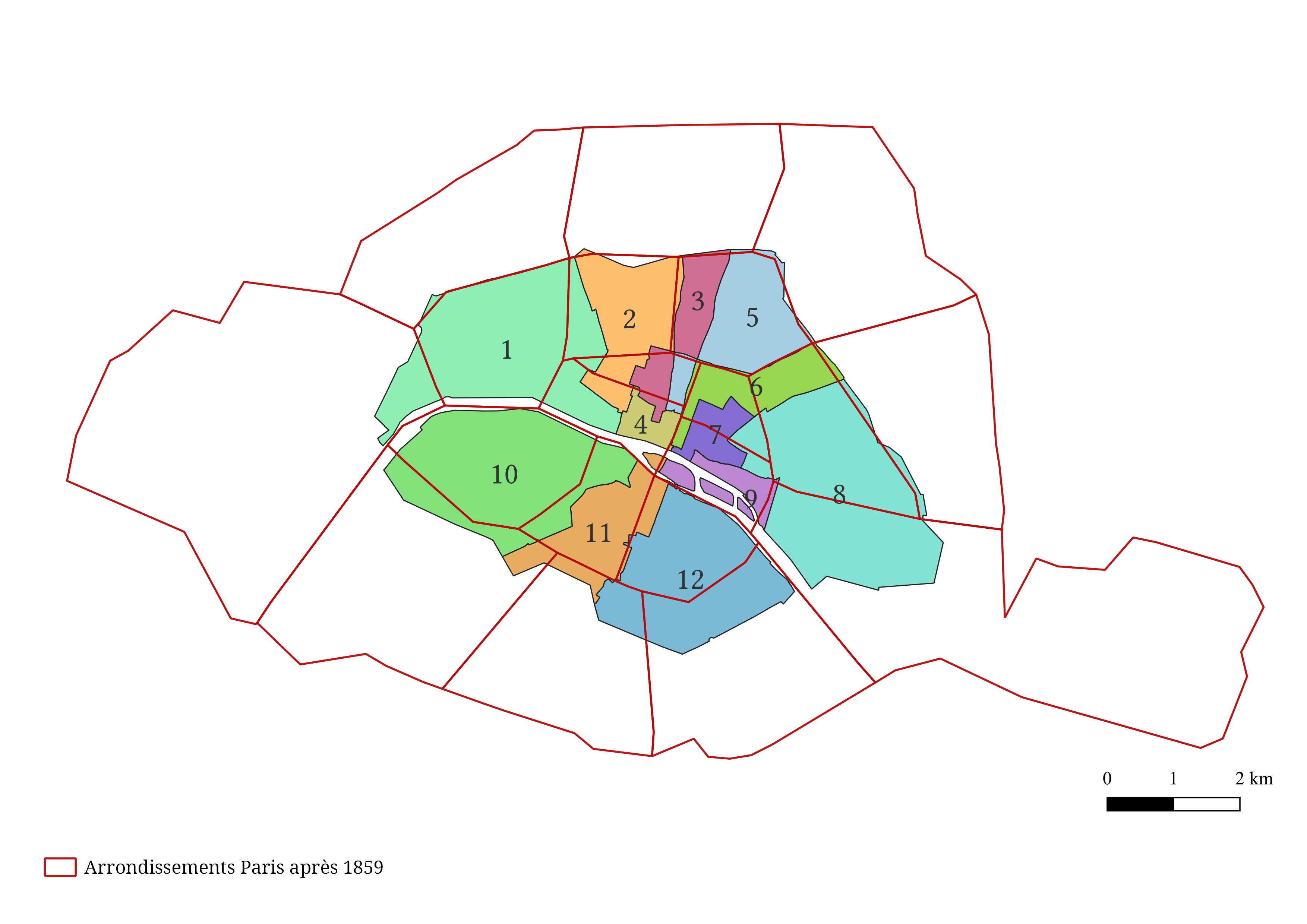
Arrondissements de Paris jusqu'à l'extension de 1860, superposés aux nouveaux.

Le 13e arrondissement a été créé après l'extension de Paris réalisée en 1860 en intégrant des parties de l'ancien 12e arrondissement, de Gentilly et d'Ivry. Un premier schéma de numérotation devait attribuer le numéro 13 à l'actuel 16e arrondissement, mais il a été rejeté à cause de l'expression « Ils se sont mariés à la mairie du 13e », qui signifiait, lorsque Paris n'avait que douze arrondissements « vivre en concubinage », donc hors des bonnes conventions,. La répartition des arrondissements de gauche à droite et de haut en bas fut donc abandonnée pour le schéma actuel, la forme en spirale.
Les quartiers du 13e arrondissement ont été témoins de quelques progrès technologiques majeurs. Bien avant leur constitution, en 1783, Pilâtre de Rozier et le Marquis d'Arlandes avaient atterri sur la Butte-aux-Cailles après le premier vol humain en aérostat. En 1891, Panhard et Levassor créent la première usine d'automobiles près de la porte d'Ivry.
Au cours du XIXe siècle et d'une partie du XXe siècle, le 13e arrondissement a connu une forte activité industrielle avec par exemple la présence de la chocolaterie Lombart, des usines Say ou de la SUDAC, usine produisant de l'air comprimé utilisé dans les réseaux de l'agglomération parisienne. La rue de la Glacière comptait des menuiseries, une tannerie, des ateliers de construction électrique, radiologique, de mécanique de précision, de serrurerie, une brasserie (bière de Lutèce), laquelle réutilisait d'anciens vides de carrière du quartier. Ancien chemin dit « de Gentilly », elle se prolongeait avant l'érection de l'enceinte de Paris, vers 1843, jusqu'au centre de Gentilly (où subsiste  encore une « rue de la Glacière »), étant l'artère principale de cette extension « nordique » appelée « Le Petit Gentilly ». Approximativement, elle longeait en partie la Bièvre qui, en débordant l'hiver, permettait de récupérer la glace de ces étangs provisoires, où l'on pouvait aussi patiner ; la glace était conservée jusqu'en fin d'été dans des puits bien protégés par d'épaisses couches d'isolants textiles et végétaux. La première mairie du nouveau 13e arrondissement se serait trouvée dans cette rue, dans un assez bel immeuble face à l'ancienne rue Maurice-Mayer, disparue durant la rénovation de l'îlot insalubre n°13, et qui est démoli à son tour quelques années plus tard avec l'îlot Bièvre[réf. nécessaire] tout comme la cité Jeanne-d'Arc, construite entre 1869 et 1872 et démolie à partir de 1939 durant la rénovation de l'îlot insalubre n°4.
En 1876, une fois fermées les prisons Sainte-Pélagie et Saint-Lazare, exiguës et vétustes, il a été projeté de construire deux nouvelles prisons de part et d’autre part de la rue Nationale, dans le polygone formé par les rues Baudricourt, de Tolbiac, du Château-des-Rentiers, la ligne de Petite Ceinture et l’avenue d'Ivry. Le projet a été abandonné et reporté sur celui de la construction du centre pénitentiaire de Fresnes.

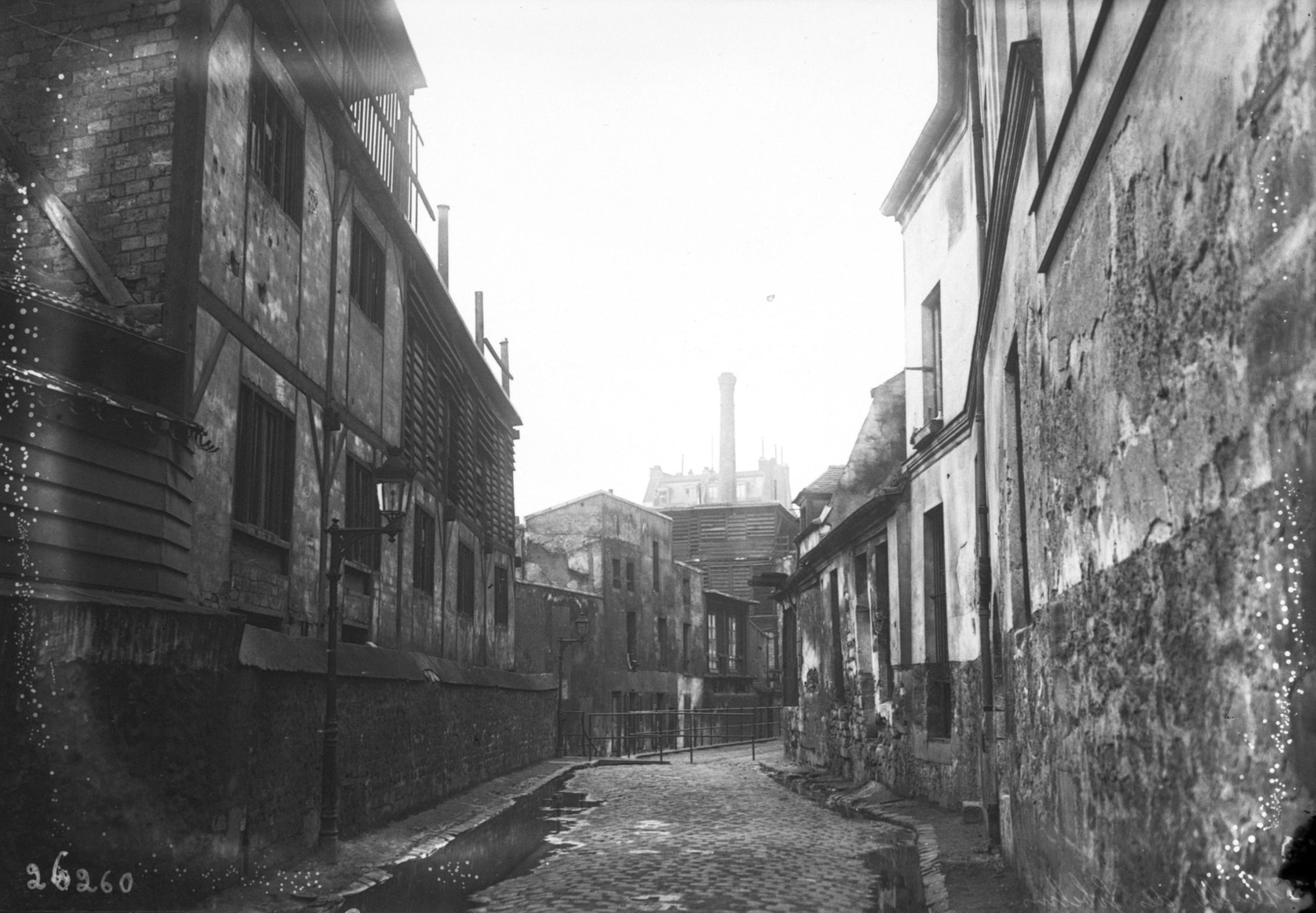
Ruelle des Gobelins, typique du 13e pauvre et industrieux du début du XXe siècle (cf. cheminée à l'arrière-plan).

Maître Mikinosuke Kawaishi Shi-Han, l'introducteur du judo en Europe vers 1937, avait son dojo boulevard Auguste-Blanqui, au 109. De très nombreuses ceintures noires y ont été formées (tout ce morceau de quartier a été démoli pour la rénovation de l'îlot Bièvre).
La partie de l'arrondissement située au sud de la place d'Italie a fait l'objet d'une transformation profonde dans la seconde moitié du XXe siècle. Dès avant la Seconde Guerre mondiale, la cité Jeanne d'Arc (rue Jeanne-d'Arc) est en partie reconstruite. D'autres îlots insalubres font l'objet de rénovations : l'îlot no 13 (boulevard Auguste-Blanqui, rue de la Santé, passage Victor-Marchand, rue de la Glacière côté pair, à partir de 1955), l'îlot no 4 (autour de la place Nationale), l'îlot Bièvre (Boulevard Blanqui), rue Vergniaud, une partie de la rue Wurtz, rue de la Glacière en partie côté impair et celle située entre la rue d'Alésia et la rue Boutin. Quelques rares immeubles anciens restent encore présents, mais les dernières barres construites dans les années 1960 ont en grande partie bouché la vue de ces maisons. Leur construction a eu lieu entre 1964 et 1968.

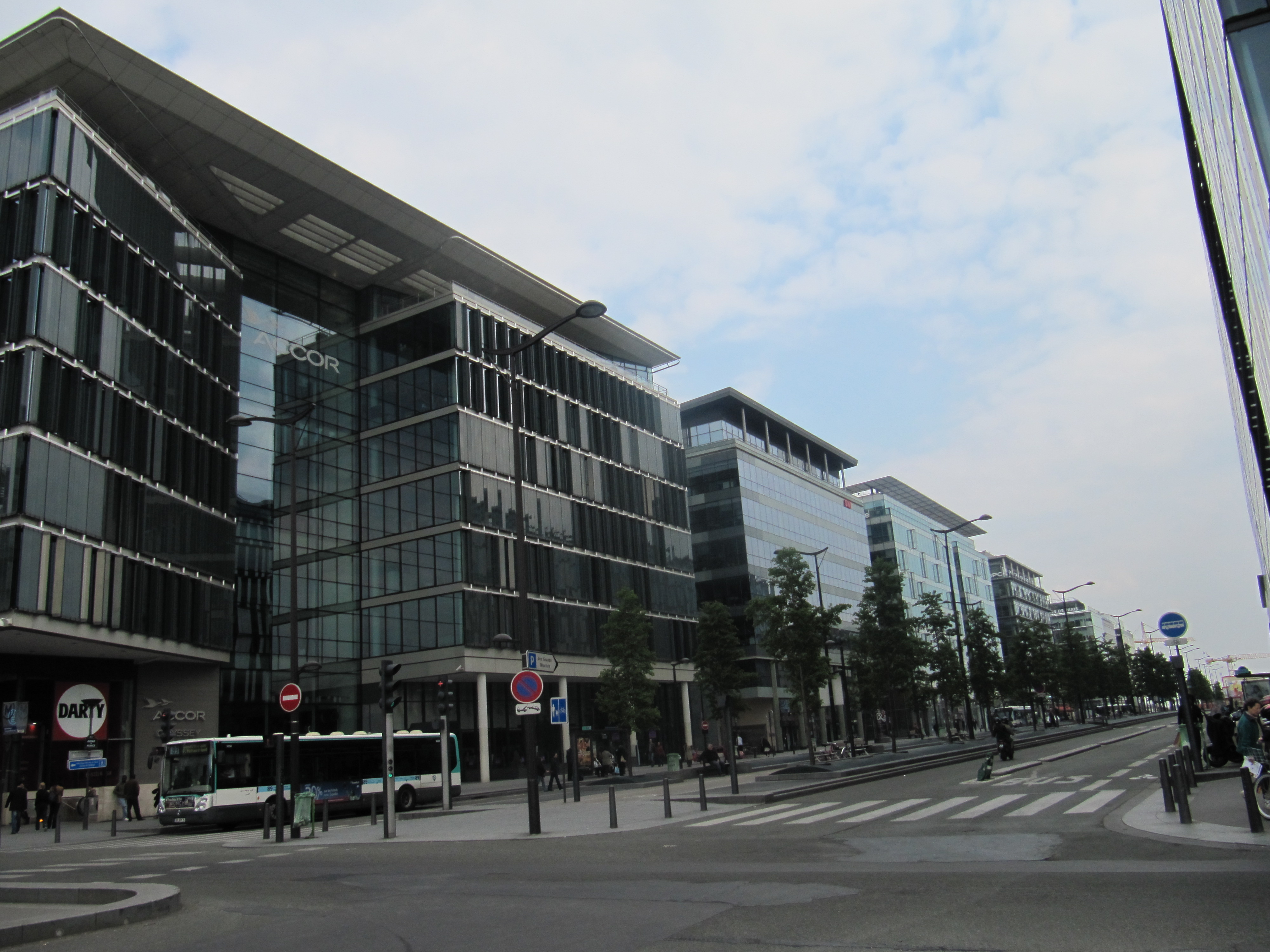
Les nouveaux immeubles du quartier Paris Rive Gauche.

L'opération la plus importante est toutefois l'opération Italie 13. Inspirée par les théories urbaines de Le Corbusier, elle devait remodeler une zone allant de la Butte-aux-Cailles à la rue Nationale et du boulevard Vincent-Auriol à la porte d'Italie. Elle a laissé dans le 13e plus de trente tours d'une centaine de mètres de hauteur, dont en particulier le quartier sur dalle des Olympiades. Cette opération s'est interrompue au milieu des années 1970. À l'emplacement prévu pour la tour Apogée fut édifié à partir de 1988 un ensemble immobilier surmonté par une sorte de mât ou de campanile multicolore, dont le fameux complexe audiovisuel Grand Écran Italie fait partie intégrante, suivant une décision du Conseil de Paris qui voulait doter le 13e arrondissement d'un équipement culturel de premier plan.
Vers 1981-1982, les premiers réfugiés vietnamiens sont arrivés dans l'arrondissement. Ils ont commencé à s'installer dans les tours situées en face du stade Georges Carpentier, sur le boulevard Masséna (là où passe le tramway). Les Olympiades étant déjà en grande partie occupées par de nombreux foyers, dont bon nombre d'artistes peintres et sculpteurs.
D'autres vagues de réfugiés ou d'immigrés d'Asie du Sud-Est, surtout cambodgiens et laotiens, puis de Chine sont venus transformer une partie du sud de l'arrondissement en vrai quartier asiatique, relativement ouvert sur la ville contrairement à certains autres Chinatowns à travers le monde.
De nouveaux grands travaux ont été entrepris dans l'est de l'arrondissement à partir des années 1990 avec la construction de la Bibliothèque nationale de France et du vaste quartier nouveau Paris Rive Gauche. Il s'agit encore de l'un des plus grands chantiers de France.
Dans l'ancienne emprise des installations des expéditions/réceptions des marchandises pour la gare d'Austerlitz, il existe une halle occupée en dernier par le Sernam. Cette vaste halle, nommée halle Freyssinet, est construite en béton précontraint, œuvre de l'ingénieur Eugène Freyssinet. Préservée, elle a servi de lieu d'exposition et d'évènements avant d'être reconvertie en incubateur numérique avec un immense espace de restauration qui a ouvert en mai 2018 : Station F.
Dans la nuit du 25 au 26 août 2005, un incendie au 20 boulevard Vincent-Auriol a fait 17 morts, dont 14 enfants, dans un immeuble loué à des familles africaines, mettant en exergue l'insalubrité de certains bâtiments parisiens.

## Blason

Blason du 13e arrondissement de Paris.

Le blason reprend les armes de la famille des Gobelins. Il est « [d]’azur à la fleur de lys d’or entourée d’une cordelière tressée en forme de G du même. Au chef de gueules chargé d’une mître accostée de deux roues d’engrenage le tout d’or».
La devise est : « Par le travail je deviens artiste. »
La fleur de lys est la marque de la manufacture des Gobelins qui faisait partie de la Maison du roi.
Le G en cordelière est celui utilisé comme chronogramme aux tapisseries des Gobelins.
La mître est le contre-sceau du bailli de Saint-Marcel.
Les roues d’engrenage évoquent le caractère industriel.

## Administration
| Élection | Identité       | Parti       | Notes                                                                           |
| -------- | -------------- | ----------- | ------------------------------------------------------------------------------- |
| 1983     | Jacques Toubon | RPR         | Élu en 1983, 1989 et 1995.                                                      |
| 2001     | Serge Blisko   | PS          | Élu en 2001, démissionnaire le 12 juillet 2007 après son élection comme député. |
| 2007     | Jérôme Coumet  | PS puis DVG | Élu en 2008, 2014 et 2020.                                                      |

Les personnalités exerçant une fonction élective dont le mandat est en cours et en lien direct avec le territoire du 13e arrondissement de Paris sont les suivantes :
| Élection     | Territoire                                                 | Titre              | Nom               | Tendance politique | - | Début de mandat | Fin de mandat |
| ------------ | ---------------------------------------------------------- | ------------------ | ----------------- | ------------------ | - | --------------- | ------------- |
| Municipales  | 13e arrdt de Paris                                         | Maire du 13e arrdt | Jérôme Coumet     | DVG                |   | juillet 2020    | 2026          |
| Municipales  | Ville de Paris (13 conseillers de Paris dans le 13e arrdt) | Maire de Paris     | Anne Hidalgo      | PS                 |   | juillet 2020    | 2026          |
| Législatives | 9e circonscription - 13e est                               | Député             | Sandrine Rousseau | NUPES              |   | 18 juillet 2024 | 2029          |
| Législatives | 10e circonscription - 13e ouest                            | Députée            | Rodrigo Arenas    | NUPES              |   | 18 juillet 2024 | 2029          |

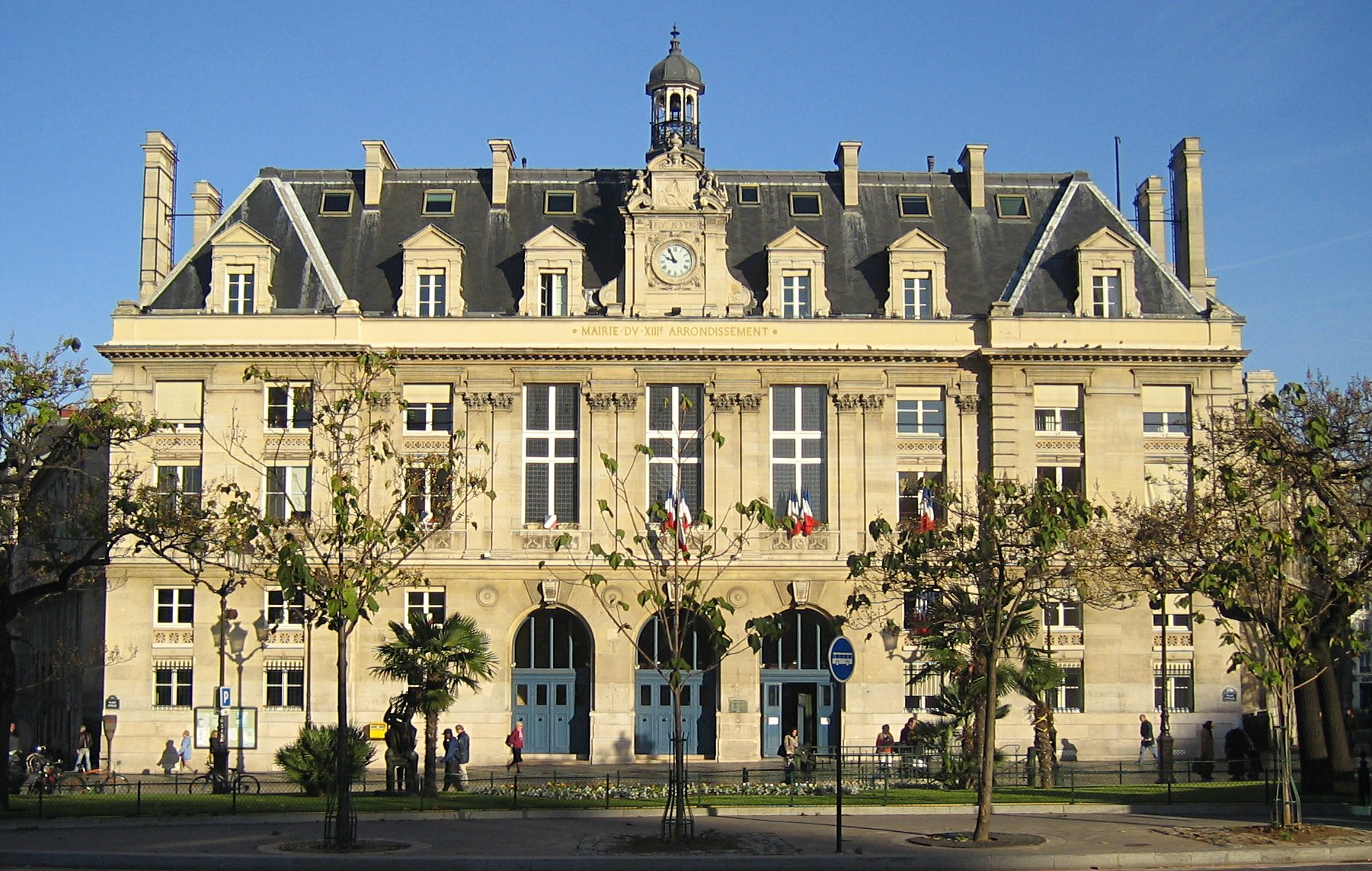
La mairie du 13e arrondissement donnant sur la place d'Italie.

- Élu depuis mars 2001, Serge Blisko, élu député, démissionne de sa fonction de maire le 12 juillet 2007. Lui succède Jérôme Coumet, son premier adjoint, réélu lors des élections municipales de 2008, ainsi qu'en élections municipales de 2014.

- Le 13e arrondissement a deux députés (NUPES) : Sandrine Rousseau (9e circonscription, à l'est de l'avenue des Gobelins et de l'avenue d'Italie) et Rodrigo Arenas (10e circonscription, à cheval sur les 13e et 14e arrondissements).

### Représentation politique
(août 2025).
| Secteur       | Arrondissement | Conseillers de Paris | Conseillers de Paris | Conseillers de Paris | Conseillers d'arrondissement | Conseillers d'arrondissement | Conseillers d'arrondissement | Nombre d'élus par arrondissement | Nombre d'élus par arrondissement | Nombre d'élus par arrondissement | Habitants par conseiller de Paris | Habitants par conseiller de Paris |
| Secteur       | Arrondissement | de 1983 à 2014       | de 2014 à 2020       | depuis 2020          | avant 2014                   | de 2014 à 2020               | depuis 2020                  | avant 2014                       | de 2014 à 2020                   | depuis 2020                      | en 2015,                          | en 2021,                          |
| ------------- | -------------- | -------------------- | -------------------- | -------------------- | ---------------------------- | ---------------------------- | ---------------------------- | -------------------------------- | -------------------------------- | -------------------------------- | --------------------------------- | --------------------------------- |
| Paris Centre  | 1er            | 3                    | 1                    | 8                    | 10                           | 10                           | 16                           | 13                               | 11                               | 24                               | 16 545                            | 12 269                            |
| Paris Centre  | 2e             | 3                    | 2                    | 8                    | 10                           | 10                           | 16                           | 13                               | 12                               | 24                               | 10 398                            | 12 269                            |
| Paris Centre  | 3e             | 3                    | 3                    | 8                    | 10                           | 10                           | 16                           | 13                               | 13                               | 24                               | 11 683                            | 12 269                            |
| Paris Centre  | 4e             | 3                    | 2                    | 8                    | 10                           | 10                           | 16                           | 13                               | 12                               | 24                               | 13 573                            | 12 269                            |
| 5e            | 5e             | 4                    | 4                    | 4                    | 10                           | 10                           | 10                           | 14                               | 14                               | 14                               | 14 833                            | 14 210                            |
| 6e            | 6e             | 3                    | 3                    | 3                    | 10                           | 10                           | 10                           | 13                               | 13                               | 13                               | 14 143                            | 13 403                            |
| 7e            | 7e             | 5                    | 4                    | 4                    | 10                           | 10                           | 10                           | 15                               | 14                               | 14                               | 13 533                            | 11 987                            |
| 8e            | 8e             | 3                    | 3                    | 3                    | 10                           | 10                           | 10                           | 13                               | 13                               | 13                               | 12 231                            | 11 708                            |
| 9e            | 9e             | 4                    | 4                    | 4                    | 10                           | 10                           | 10                           | 14                               | 14                               | 14                               | 14 852                            | 14 738                            |
| 10e           | 10e            | 6                    | 7                    | 7                    | 12                           | 14                           | 14                           | 18                               | 21                               | 21                               | 13 110                            | 11 935                            |
| 11e           | 11e            | 11                   | 11                   | 11                   | 22                           | 22                           | 22                           | 33                               | 33                               | 33                               | 13 621                            | 12 962                            |
| 12e           | 12e            | 10                   | 10                   | 10                   | 20                           | 20                           | 20                           | 30                               | 30                               | 30                               | 14 234                            | 14 095                            |
| 13e           | 13e            | 13                   | 13                   | 13                   | 26                           | 26                           | 26                           | 39                               | 39                               | 39                               | 14 094                            | 13 719                            |
| 14e           | 14e            | 10                   | 10                   | 10                   | 20                           | 20                           | 20                           | 30                               | 30                               | 30                               | 13 999                            | 13 637                            |
| 15e           | 15e            | 17                   | 18                   | 18                   | 34                           | 36                           | 36                           | 51                               | 54                               | 54                               | 13 055                            | 12 653                            |
| 16e           | 16e            | 13                   | 13                   | 13                   | 26                           | 26                           | 26                           | 39                               | 39                               | 39                               | 12 730                            | 12 466                            |
| 17e           | 17e            | 13                   | 12                   | 12                   | 26                           | 24                           | 24                           | 39                               | 36                               | 36                               | 14 044                            | 13 701                            |
| 18e           | 18e            | 14                   | 15                   | 15                   | 28                           | 30                           | 30                           | 42                               | 45                               | 45                               | 13 172                            | 12 563                            |
| 19e           | 19e            | 12                   | 14                   | 14                   | 24                           | 28                           | 28                           | 36                               | 42                               | 42                               | 13 261                            | 12 973                            |
| 20e           | 20e            | 13                   | 14                   | 14                   | 26                           | 28                           | 28                           | 39                               | 42                               | 42                               | 13 968                            | 13 558                            |
| Nombre d'élus | Nombre d'élus  | 163                  | 163                  | 163                  | 354                          | 364                          | 340                          | 517                              | 527                              | 503                              | 13 537                            | 13 087                            |

- Sous-représentation supérieure de 5 % à la moyenne.
- Sur-représentation supérieure de 5 % à la moyenne.

### Tendances et résultats
| Scrutin             | Scrutin             | 1er tour | 1er tour   | 1er tour | 1er tour | 1er tour | 1er tour | 1er tour | 1er tour | 1er tour | 1er tour | 1er tour | 1er tour | 2d tour        | 2d tour        | 2d tour        | 2d tour        | 2d tour        | 2d tour        |
| Scrutin             | Scrutin             | 1er      | 1er        | %        | 2e       | 2e       | %        | 3e       | 3e       | %        | 4e       | 4e       | %        | 1er            | 1er            | %              | 2e             | 2e             | %              |
| ------------------- | ------------------- | -------- | ---------- | -------- | -------- | -------- | -------- | -------- | -------- | -------- | -------- | -------- | -------- | -------------- | -------------- | -------------- | -------------- | -------------- | -------------- |
| Présidentielle 2017 | Présidentielle 2017 |          | EM         | 34,66    |          | LFI      | 24,46    |          | LR       | 17,29    |          | PS       | 11,86    |                | EM             | 87,92          |                | FN             | 12,08          |
| Présidentielle 2022 | Présidentielle 2022 |          | LFI        | 36,13    |          | LREM     | 29,96    |          | EELV     | 7,43     |          | RN       | 6,64     |                | LREM           | 82,76          |                | RN             | 17,24          |
| Législatives 2022   | 9e                  |          | EELV-Nupes | 42,90    |          | LREM-Ens | 26,77    |          | LR       | 7,21     |          | DVG      | 5,52     |                | EELV           | 58,05          |                | LREM           | 41,95          |
| Législatives 2024   | 9e                  |          | EELV-NFP   | 52,13    |          | Ren-Ens  | 23,14    |          | RN       | 11,49    |          | LR diss. | 4,59     | Pas de 2d tour | Pas de 2d tour | Pas de 2d tour | Pas de 2d tour | Pas de 2d tour | Pas de 2d tour |

## Démographie
L'arrondissement comptait en 2006 178 716 habitants sur une superficie de 715 hectares, soit 24 995 hab/km2.
| Année (recensement national) | Population | Densité (hab. par km²) |
| ---------------------------- | ---------- | ---------------------- |
| 1861                         | 56 798     |                        |
| 1866                         | 70 192     |                        |
| 1872                         | 67 397     |                        |
| 1962                         | 166 709    | 23 329                 |
| 1968                         | 158 280    | 22 149                 |
| 1975                         | 163 313    | 22 854                 |
| 1982                         | 170 818    | 23 904                 |
| 1990                         | 171 098    | 23 943                 |
| 1999                         | 171 533    | 24 004                 |
| 2006                         | 178 716    | 24 995                 |
| 2011                         | 183 260    | 25 631                 |
| 2017                         | 183 399    | 25 650                 |
| 2019                         | 180 005    | 25 175                 |

### Population par quartier
- Population du quartier de la Salpêtrière (superficie : 118,2 hectares)

| Année | Population | Densité (hab. par km²) | Croissance annuelle depuis le dernier recensement |
| ----- | ---------- | ---------------------- | ------------------------------------------------- |
| 1861  | 13 238     |                        | création                                          |
|       |            |                        |                                                   |

- Population du quartier de la Gare (superficie : 304,4 hectares)

| Année | Population | Densité (hab. par km²) | Croissance annuelle depuis le dernier recensement |
| ----- | ---------- | ---------------------- | ------------------------------------------------- |
| 1861  | 9 432      |                        | création                                          |
|       |            |                        |                                                   |

- Population du quartier de la Maison-Blanche (superficie : 223,2 hectares)

| Année | Population | Densité (hab. par km²) | Croissance annuelle depuis le dernier recensement |
| ----- | ---------- | ---------------------- | ------------------------------------------------- |
| 1861  | 13 308     |                        | création                                          |
|       |            |                        |                                                   |

- Population du quartier Croulebarbe (superficie : 69,2 hectares)

| Année | Population | Densité (hab. par km²) | Croissance annuelle depuis le dernier recensement |
| ----- | ---------- | ---------------------- | ------------------------------------------------- |
| 1861  | 7 634      |                        | création                                          |
|       |            |                        |                                                   |

## Géographie et équipements
Le cœur de l'arrondissement est la place d'Italie. De forme circulaire, elle constitue le point de convergence des principales avenues et boulevards de l'arrondissement, ainsi que des lignes de métro. C'est là que se rejoignent les quartiers de l'arrondissement : Butte-aux-Cailles, Les Gobelins, quartier asiatique.
Le seul quartier qui échappe vraiment à l'attraction de la place d'Italie est la zone Paris Rive Gauche, en cours de construction le long de la Seine. Séparé du reste de l'arrondissement par les voies ferrées, en cours de couverture, ce quartier se tourne vers la rive droite via le parc de Bercy et la ligne 14 du métro. Il devrait à terme occuper toute la rive de la Seine depuis la gare d'Austerlitz jusqu'au boulevard périphérique.
Le "sommet" du 13e est donc la Butte-aux-cailles qui "culmine" à une soixantaine de mètres par rapport au niveau NGF. La rue Daviel, qui grimpe vers la butte est l'une des plus pentues du quartier Maison-Blanche. Autrefois, elle commençait presque à monter au niveau de la Bièvre. Mais les travaux de couverture de cette rivière (un tantinet dégradée par les tanneries et autres installations plus ou moins bien acceptées...) en 1902, ont quelque peu modifié l'aspect du quartier. Notons que la petite rivière ne coule plus dans son ancien lit mais dans un égout.
Une ligne de tramway parcourait jadis, à l'ouest, la rue de la Glacière en totalité  puis en empruntant les rues Boussingault, Brillat-Savarin, la Poterne des Peupliers et poursuivait sa route jusqu'à Arcueil-Cachan et "La Vache-Noire". Elle commençait Place du Châtelet. Au retour, elle bifurquait rue Vergniaud puis passait rue Pascal afin de rejoindre la rue Claude-Bernard. Son indicatif était le N° 93.
Un ancien poste de police "de quartier" se situait à l'angle des rues Martin-Bernard et de Pouy.
Parmi des bâtiments industriels remarquables, les anciennes usines Gnome et Rhône occupaient un bâtiment construit comme un véritable bunker aux murs très épais et aux rares ouvertures vers l'extérieur. On y fabriquait des moteurs d'avion, même durant les dernières hostilités. Ce groupe est devenu ensuite la SNECMA. Ces bâtiments se trouvent toujours entre le boulevard Kellermann, au sud, et la rue des Longues-Raies au nord ; la rue Cacheux le borde à l'ouest. En août 1944, des bombes soufflantes sont tombées sur ce coin de l'arrondissement.

### Quartiers

#### Quartiers administratifs

Les quartiers administratifs du 13e arrondissement.

Chaque arrondissement parisien est divisé administrativement en quatre quartiers. Pour le 13e arrondissement, il s'agit des quartiers suivants :
1. Quartier de la Salpêtrière (49e quartier de Paris), limité au nord par les boulevards Saint-Marcel et de l'Hôpital, à l'est par la Seine, au sud par le boulevard Vincent-Auriol et à l'ouest par l'avenue des Gobelins. Dans ce secteur, on trouve en particulier l'hôpital de la Pitié-Salpêtrière et la partie nord de Paris Rive Gauche.
2. Quartier de la Gare (50e quartier de Paris), limité au nord par le boulevard Vincent-Auriol, à l'est par la Seine, au sud par les communes d'Ivry-sur-Seine et du Kremlin-Bicêtre et à l'ouest par l'avenue de Choisy. Dans ce secteur on trouve en particulier le quartier asiatique et la partie sud de Paris Rive Gauche.
3. Quartier de la Maison-Blanche (51e quartier de Paris), limité au nord par le boulevard Auguste-Blanqui, à l'est par l'avenue de Choisy, au sud par les communes du Kremlin-Bicêtre et de Gentilly et à l'ouest par les rues de l'Amiral-Mouchez et de la Santé.
4. Quartier Croulebarbe (52e quartier de Paris), limité au nord par le boulevard de Port-Royal, à l'est par l'avenue des Gobelins, au sud par le boulevard Auguste-Blanqui et à l'ouest par la rue de la Santé. Dans ce quartier se trouvent la manufacture des Gobelins et le Mobilier national, ainsi que de nombreux restaurants et cinémas.

#### Quartiers au sens commun du terme
- La Butte-aux-Cailles
- Le quartier asiatique
- Le faubourg Saint-Marcel
- Paris Rive Gauche ou Seine Rive Gauche : l'un des plus grands chantiers de France, qui occupe toute la partie orientale de l'arrondissement le long de la Seine.
- Nouveau quartier latin

#### Conseils de quartiers
Pour les conseils de quartier, le 13e arrondissement est divisé en huit, :
- Croulebarbe
- Butte-aux-Cailles - Daviel (selon la mairie du 13e) ou Butte-aux-Cailles - Glacière (selon la carte de la ville de Paris)
- Bièvre-Sud - Tolbiac
- Salpêtrière - Austerlitz
- Nationale - Deux-Moulins
- Olympiades - Choisy
- Patay - Masséna
- Bibliothèque - Dunois - Jeanne-d'Arc (selon la mairie du 13e) ou Dunois  - Bibliothèque - Jeanne-d'Arc (selon la carte de la ville de Paris)

### Rues, places, espaces verts
Espaces verts :
- Parc de Choisy
- Parc Kellermann

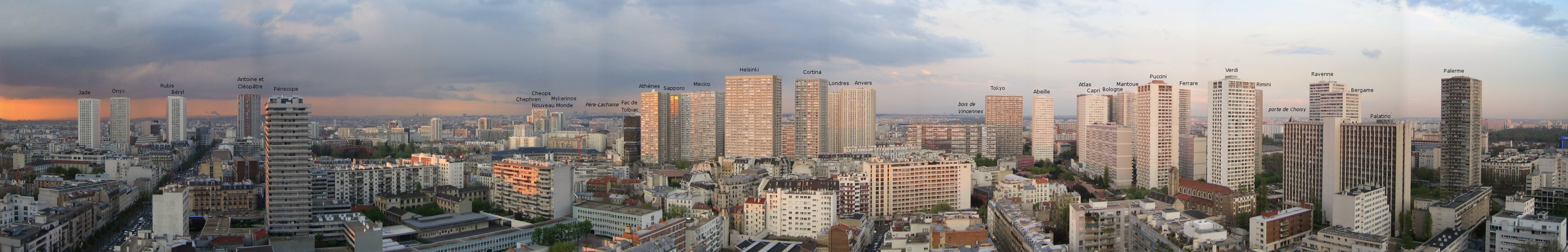
Vue panoramique annotée de l'arrondissement en 2005.

- Jardin du Moulin-de-la-Pointe - Paul Quilès
- Jardin Baudricourt
- Jardin de la Dalle d'Ivry
- Jardin Joan-Miró
- Jardin Paul-Nizan
- Jardin de la Poterne-des-Peupliers
- Jardin Charles-Trenet
- Jardin Brassaï
- Jardin Michelet
- Jardin des Deux-Moulins
- Jardin Berthe-Morisot
- Square de la Raffinerie-Say
- Square Héloïse-et-Abélard
- Square de la Montgolfière
- Square de l'Abbé-Georges-Hénocque
- Square des Chamaillards
- Square Florence-Blumenthal
- Square René-Le Gall
- Square Henri-Cadiou
- Square Gustave-Mesureur
- Square Paul-Grimault
- Square Ulysse-Trélat
- Square Robert Bajac
- Square Hélène-Boucher
- Jardin d'immeubles Choisy-Caillaux

Pour une liste de voies et places du 13e arrondissement, lire  la Liste des voies du 13e arrondissement de Paris.

## Personnalités liées à l'arrondissement

### Autres
- Akkitham Narayanan (1939-), artiste peintre indien, diplômé de l'école des Arts et Métiers de Chennai en Inde, élève de l'École nationale supérieure des beaux-arts de Paris, installé à  Paris depuis 1967.
- Claude Aziza (1937-), écrivain, latiniste et universitaire, enseignant à l'Université Sorbonne-Nouvelle.
- Aimé Césaire (1913-2008), écrivain et homme politique, a vécu de 1945 à 1993 au 25 de la rue Albert Bayet où une plaque a été déposée en son honneur.
- Tony D'Amario (1960-2005), acteur français né à Paris
- Pierre (1859-1906) et Marie Curie (1867-1934) ont habité rue de la Glacière, puis boulevard Kellermann.
- Nicolas Eekman (1889-1973), peintre, graveur et illustrateur néerlandais né à Bruxelles et installé à Paris depuis 1921.
- Luce Eekman (1933-), architecte et fille du peintre Nicolas Eekman, fondatrice de l'association Le Sillon.
- Paulin Enfert (1853-1922), philanthrope, fondateur de la Mie de pain.
- Joseph Terdjan (1924-2001), peintre libanais, arrivé à Paris en 1949, a vécu au 167 boulevard Vincent-Auriol.
- Paul-Gilbert Langevin (1933-1986), musicologue et spécialiste  des compositeurs Anton Bruckner et Franz Schubert.
- Pierre Pfeffer (1927-2016), zoologiste, spécialiste des éléphants et directeur de recherche au Muséum national d'histoire naturelle.
- Marcel Renet (1905-1979), fondateur du mouvement Résistance.
- Anne Rey (1944-2012), musicologue et directrice du Monde de la musique.
- Henri Richelet (1944-2020), artiste peintre figuratif et professeur d'arts plastiques.
- Gaston-Louis Roux (1904-1988), artiste peintre, a vécu au 9 rue Ricaut de 1970 à sa mort.
- Leïla Sebbar (1941-), romancière et professeur de français née en Algérie.
- François Delapierre, secrétaire national du Parti de gauche et époux de Charlotte Girard (elle-même l'une des cofondatrices du Parti de gauche) y est décédé en 2015.

## Monuments
- Bibliothèque nationale de France (BNF) - Site François-Mitterrand (Tolbiac)
- Centre universitaire Tolbiac : campus construit en 1973, unique en France de par sa verticalité architecturale et sa réputation liée à son histoire émaillée d'innombrables mobilisations sociales étudiantes.
- Piscine de la Butte-aux-Cailles à l'origine et jusqu'aux années 1990 alimentée par un puits artésien d'eau chaude - classée réserve stratégique, l'eau exceptionnellement pure de la nappe de l'albien ne peut aujourd'hui plus être utilisée pour remplir des piscines.
- Gare d'Austerlitz
- Manufacture des Gobelins
- Hôpital de la Pitié-Salpêtrière : construit sur l'emplacement d'une ancienne poudrière, l'hôpital est constitué d'un ensemble de bâtiments édifiés au cours des siècles. Au milieu se trouve l'église Saint-Louis de la Salpêtrière.
- La Louise-Catherine, péniche historique de Le Corbusier et de Madeleine Zillhardt, au port d'Austerlitz.

## Culture et société

### Religion
Le 13e est un arrondissement où le mélange culturel est important.
Il s'y trouve de nombreux lieux de culte pour diverses religions.
Culte catholique :

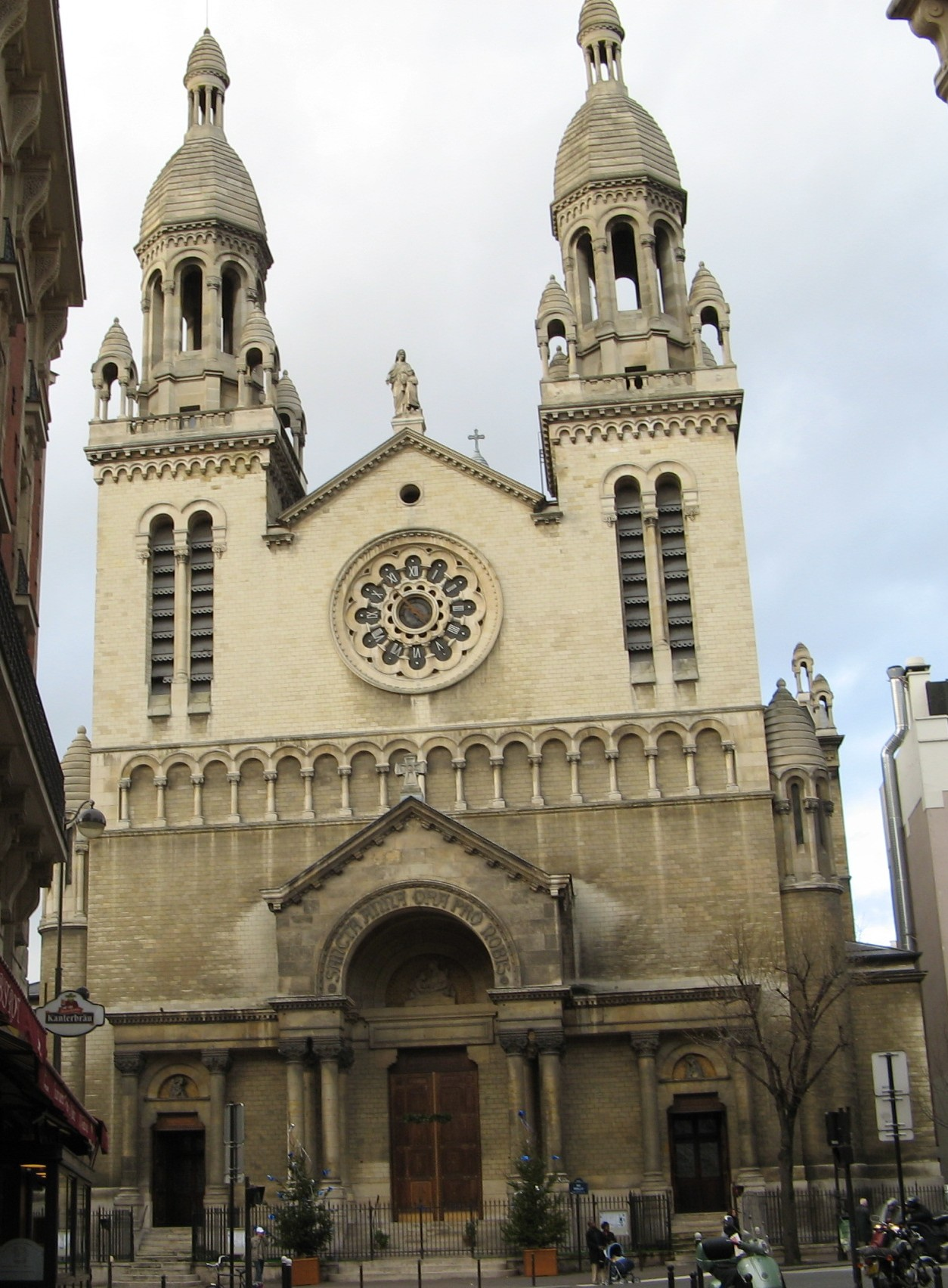
Église Sainte-Anne de la Butte-aux-Cailles.

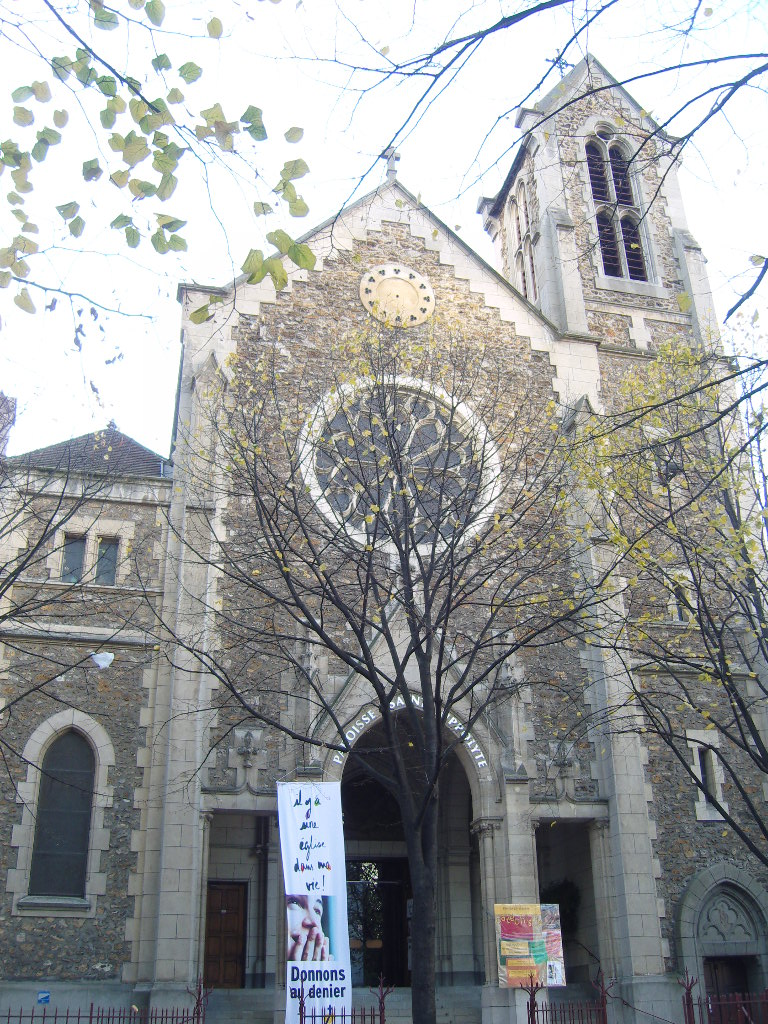
Église Saint-Hippolyte.

- chapelle Notre-Dame-de-la-Sagesse, 15 rue Abel-Gance
- couvent dominicain Saint-Jacques[20], 20 rue des Tanneries
- église Notre-Dame de la Gare, place Jeanne-d'Arc
- église Saint-Albert-le-Grand, 123 rue de la Santé et surtout rue de la glacière (entrée principale).
- église Sainte-Anne de la Butte-aux-Cailles, 186/188 rue de Tolbiac, autrefois appelée Sainte-Anne de la Maison-Blanche.
- église Saint-Hippolyte, 27 avenue de Choisy
- église Saint-Jean-des-Deux-Moulins, 185/187 rue du Château-des-Rentiers
- église Saint-Marcel, 82 boulevard de l'Hôpital
- église Sainte-Rosalie, 50 boulevard Auguste-Blanqui

Culte protestant :
- temple protestant de Port-Royal, 18 boulevard Arago
- église évangélique luthérienne de la Trinité, 172 boulevard Vincent-Auriol
- église réformée évangélique, 83 rue de l'Amiral-Mouchez
- église évangélique des Gobelins, 3 bis rue des Gobelins
- église adventiste du septième jour, 130 boulevard de l'Hôpital

Culte orthodoxe :
- église orthodoxe de France, paroisse Saint-Irénée, 96 boulevard Auguste-Blanqui

Culte musulman :
- Salle de prière A.F.T.A.M., 13 rue Bellièvre
- Salle de prière place d'Italie (bureau d'aide sociale), 50 rue Clisson
- Salle de prière quai de la gare (bureau d'aide sociale), 53 rue du Chevaleret
- Salle de prière Tolbiac (foyer de travailleurs migrants), 78-80 rue de Tolbiac
- Salle de prière Tolbiac (foyer Sonacotra), rue Giffard
- Salle de prière Porte d'Ivry (foyer Sonacotra), 43, rue Albert

Culte juif :
- synagogue Sidi Fredj Halimi, 61 rue Vergniaud
- synagogue Avoth Ouvanim, 14 rue Sthrau

Culte bouddhique et taoïste :
- deux pagodes, une sur la dalle des Olympiades et un temple taoïste[réf. nécessaire] situé en dessous, rue du Disque.

Culte antoiniste :
- temple antoiniste, angle de la rue Vergniaud et la rue Wurtz.

### Cinéma - Spectacle - Expositions

#### Cinéma
- L'Escurial (2 salles)
- Pathé Les Fauvettes (5 salles)
- MK2 Bibliothèque (20 salles)
- UGC Gobelins (11 salles, rénové en 2018)
- Fondation Jérôme Seydoux-Pathé (ancien Gaumont Gobelins Rodin)

Anciennes salles :
- Grand Écran Italie, ancien complexe audiovisuel fermé en 2006 par le groupe EuroPalaces, gestionnaire des salles Pathé et Gaumont depuis 2001 ; une reconversion totale du site en théâtre est effective depuis septembre 2017.
- L'ancien cinéma "Ermitage" de la rue de la glacière a disparu vers 1957.
- Le Barbizon, cinéma se trouvant au 114 rue de Tolbiac, fermé dans les années 1980, et démoli en 2011. L'association Les Amis de Tolbiac a tenté de sauvegarder ce cinéma durant plusieurs années.

#### Théâtre
- 13e Art (ancien Grand Écran Italie)
- Théâtre 13
- Théâtre Les Cinq Diamants, qui accueillait la compagnie Catherine Brieux, fermé en 2006
- Théâtre Dunois, consacré à l'enfance, la jeunesse, et la musique contemporaine
- Théâtre du Lierre, lieu de recherche et de création théâtrale et musicale
- Théâtre Tallia, jeune public, tout public
- La Cachette (spectacle enfants)

#### Musée
- Art ludique - Le Musée, musée consacré à l'art du divertissement, inauguré en novembre 2013.

### Musique
Le 13e arrondissement présente une certaine concentration de jeunes versés dans le monde de l'évènementiel, du cinéma et de la musique comme le groupe de rap Mafia Trece, l'association Jab qui promeut la réalisation de courts métrages, le PG Crew créateur de Jepsounds.com, site consacré à l'univers des musiques électroniques, la D12 team qui représente l'un des bastions du jeu vidéo de la région parisienne et enfin Cathare prod, maison de production de la nouvelle génération dans la lignée des Nuls. Dans cet arrondissement siègent notamment les radios du groupe Sud radio groupe (Ado, Voltage, etc.) et aussi Fréquence3. S'y trouve aussi, la Salle Colonne, lieu de vie de l'Orchestre Colonne et studio d'enregistrement.

## Transports en commun
L'arrondissement est desservi par cinq lignes de métro, une ligne de RER et deux lignes de tramway :

### Métro
- : Saint-Marcel, Campo Formio, Place d'Italie
- : Glacière, Corvisart, Place d'Italie, Nationale, Chevaleret, Quai de la Gare
- : Les Gobelins, Place d'Italie, Tolbiac, Maison Blanche, Porte d'Italie, Porte de Choisy, Porte d'Ivry
- : Gare d'Austerlitz
- : Bibliothèque François-Mitterrand, Olympiades, Maison Blanche

#### Tramway
- : Stade Charléty, Poterne des Peupliers, Porte d'Italie, Porte de Choisy, Porte d'Ivry, Maryse Bastié, Avenue de France
- : Porte de Choisy

#### R.E.R.
- : Gare d'Austerlitz, Bibliothèque François-Mitterrand

#### Bus
De nombreuses lignes du réseau de bus RATP desservent le 13e arrondissement : 21, 24, 25, 27, 47, 57, 59, 61, 62, 63, 64, 67, 71, 83, 89, 91 et Traverse Bièvre Montsouris.
D'autre part, des lignes de banlieue en rabattement sur les pôles de correspondances (principalement Porte d'Italie et Bibliothèque François-Mitterrand) : 131, 132, 184, 185, 186, 215 et 325.

#### Réseau ferré national
- Gare d'Austerlitz

Au sud de l'arrondissement, la ligne de Petite Ceinture, aujourd'hui désaffectée, a servi autrefois au transport des voyageurs et de fret. Une des dernières gares desservies fut celle dite des Gobelins, sous la dalle des Olympiades, dans le quartier asiatique. Les vastes installations de la gare de la Glacière-Gentilly ont longtemps accueilli des wagons de marchandises dont les colis étaient repris par les célèbres camions bleus de la SCETA et les curieux tracteurs à un essieu et une seule roue directrice centrale tirant une remorque ; ces véhicules allaient ensuite faire « la distribution » dans les environs. Une scène du film Le Train a été tournée dans cette gare. Tout cet ensemble a été récemment transformé de fond en comble (immeubles, centre de loisirs, écoles...) dans le cadre de la ZAC Gare de Rungis.

## Vie de l'arrondissement

### Éducation
Le 13e arrondissement compte :
- 33 écoles maternelles
- 30 écoles élémentaires (Le groupe Daviel, maternel et primaire, démoli, est remplacé par le G.Scolaire Würtz)
- 16 collèges dont :
  - le collège Claude-Monet
  - le collège Gabriel-Fauré
  - le collège Georges-Braque
  - le collège Gustave-Flaubert
  - le collège Thomas-Mann, ouvert en 2002
  - le collège Évariste-Galois
  - le collège Rodin
  - le collège Moulin-des-Prés
  - le collège Camille-Claudel
  - le collège George-Sand
  - le collège Elsa Triolet
- 3 cités scolaires :
  - la cité scolaire Rodin
  - la cité scolaire Monet
  - la cité scolaire Gabriel-Fauré
- Et quelques collèges privés comme :
  - Notre-Dame-de-France
  - Sainte-Anne
  - Notre-Dame-de-la-Gare
- 15 lycées :

Publics :
- - Lycée Claude-Monet
  - Lycée Gabriel-Fauré
  - Lycée Rodin
  - Lycée Corvisart-Tolbiac
  - Lycée Jean-Lurçat
  - Lycée Pierre-Gilles-de-Gennes
  - Lycée Gaston-Bachelard
  - Lycée Vauquelin
  - Lycée Lazare-Ponticelli, lycée professionnel, sis 92-96, rue Barrault[21] portant le nom de Lazare Ponticelli (1897-2008).
  - Lycée Galilée

Privés :
- - Lycée Jacob-Kaplan
  - Lycée Notre-Dame-de-France
  - Lycée Le Rebours
  - Lycée polyvalent Notre-Dame
  - Cours privé Colbert
- Centres universitaires :
  - Faculté de médecine de Sorbonne Université (Sorbonne Université, hôpital de la Pitié Salpêtrière)
  - Université Paris Cité (Lettres et Sciences humaines - Sciences - Santé)
  - La maison des sciences économiques (sciences économiques)
  - Centre René-Cassin Université Paris I Panthéon-Sorbonne (Droit)
  - Centre Pierre-Mendès-France (appelée fréquemment « Tolbiac ») Université Paris I Panthéon-Sorbonne (Sciences humaines - Économie - Gestion - Arts)
  - Centre Tolbiac, Université Paris I Panthéon Sorbonne

- Établissements d'enseignement supérieur :

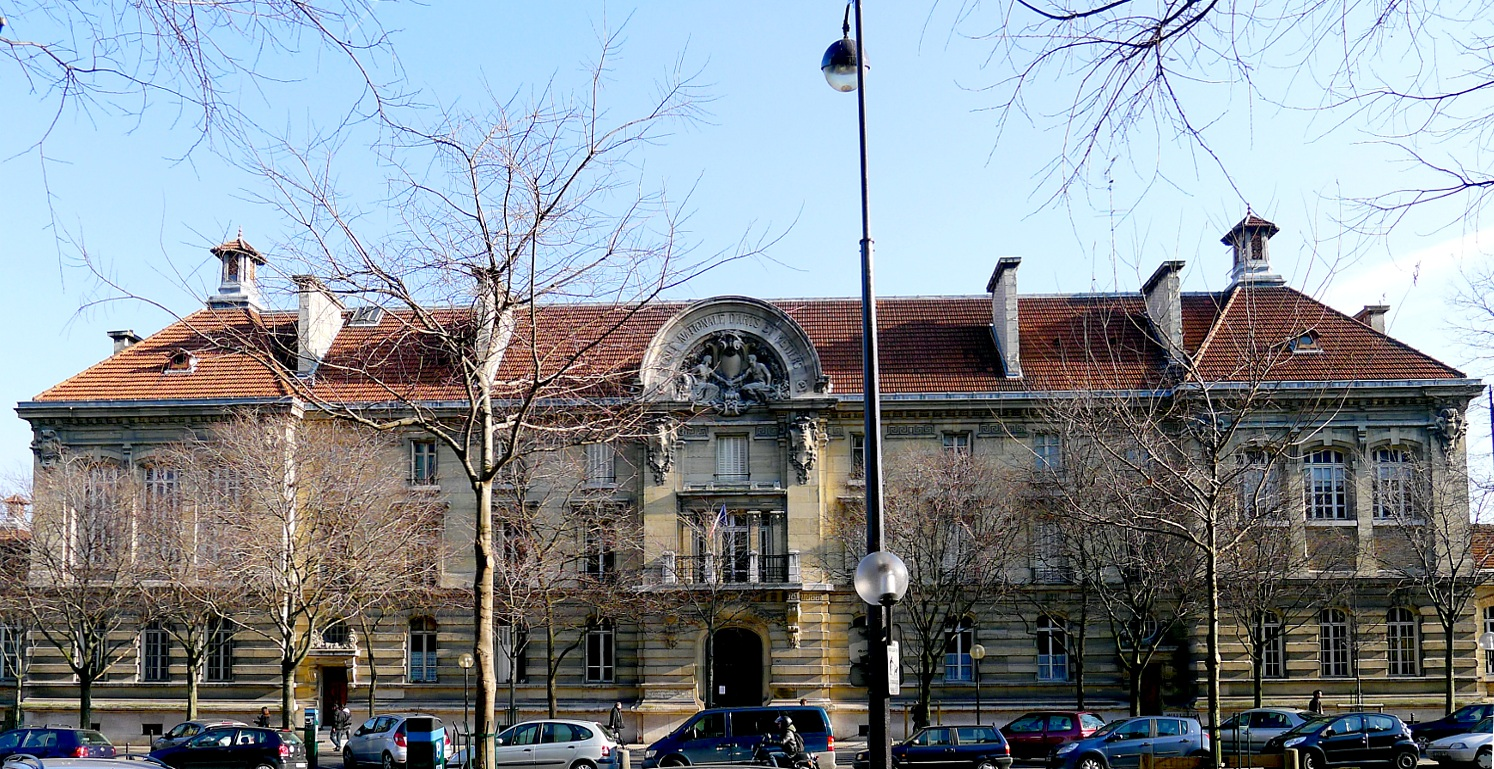
Arts et Métiers ParisTech (ENSAM).

  - Arts et Métiers ParisTech (ENSAM), centre d'enseignement et de recherche
  - École nationale de chimie physique et biologie de Paris
  - Académie internationale de management (AIM)
  - École des Gobelins
  - École supérieure Estienne des arts et industries graphiques
  - École des infirmières de la Pitié-Salpêtrière IFSI
  - École nationale supérieure d'architecture de Paris-Val de Seine
  - École supérieure de journalisme
  - Institut national des langues et civilisations orientales
  - Institut de statistique de l'université de Paris
  - PSB Paris School of Business

### Arts
Le 13e arrondissement bénéficie d'une certaine cote sur le plan artistique grâce à la présence de nombreuses galeries d'avant-garde sur la rue Louise-Weiss. Dans le même quartier, les immenses Frigos, anciens entrepôts frigorifiques, hébergent de nombreux ateliers d'artistes depuis le début des années 1980.
On peut observer dans l'arrondissement plusieurs peintures murales ayant reçu l'aval des autorités et réalisées par des artistes internationaux se réclamant du street art.
En architecture, peu d'arrondissements ont fourni autant d'opportunités aux architectes modernes. Le 13e compte en conséquence des réalisations des grands noms du XXe siècle et de l'époque contemporaine, parmi lesquelles :
- deux des très rares bâtiments construits par Le Corbusier à Paris : la maison Planeix du 26, boulevard Masséna (1924) et l'Armée du Salut, située entre la rue Cantagrel et la rue du Chevaleret (1934).
- l'important ensemble de logements des Hautes-Formes, de Christian de Portzamparc (1975), qui préfigure le concept d'« îlot ouvert » que l'architecte utilise à présent dans le quartier Paris Rive Gauche
- l'immeuble "Grand Écran" réalisé entre 1988 et 1992 par l'architecte Kenzō Tange à l'entrée du centre commercial Italie2, comportant un immeuble de bureau, une résidence hôtelière, des commerces, ainsi que le complexe audiovisuel Grand Écran Italie.
- la première construction de Norman Foster à Paris : un immeuble de bureaux à l'angle de la rue Neuve-de-Tolbiac et de l'avenue de France (2004).

### Équipements sportifs

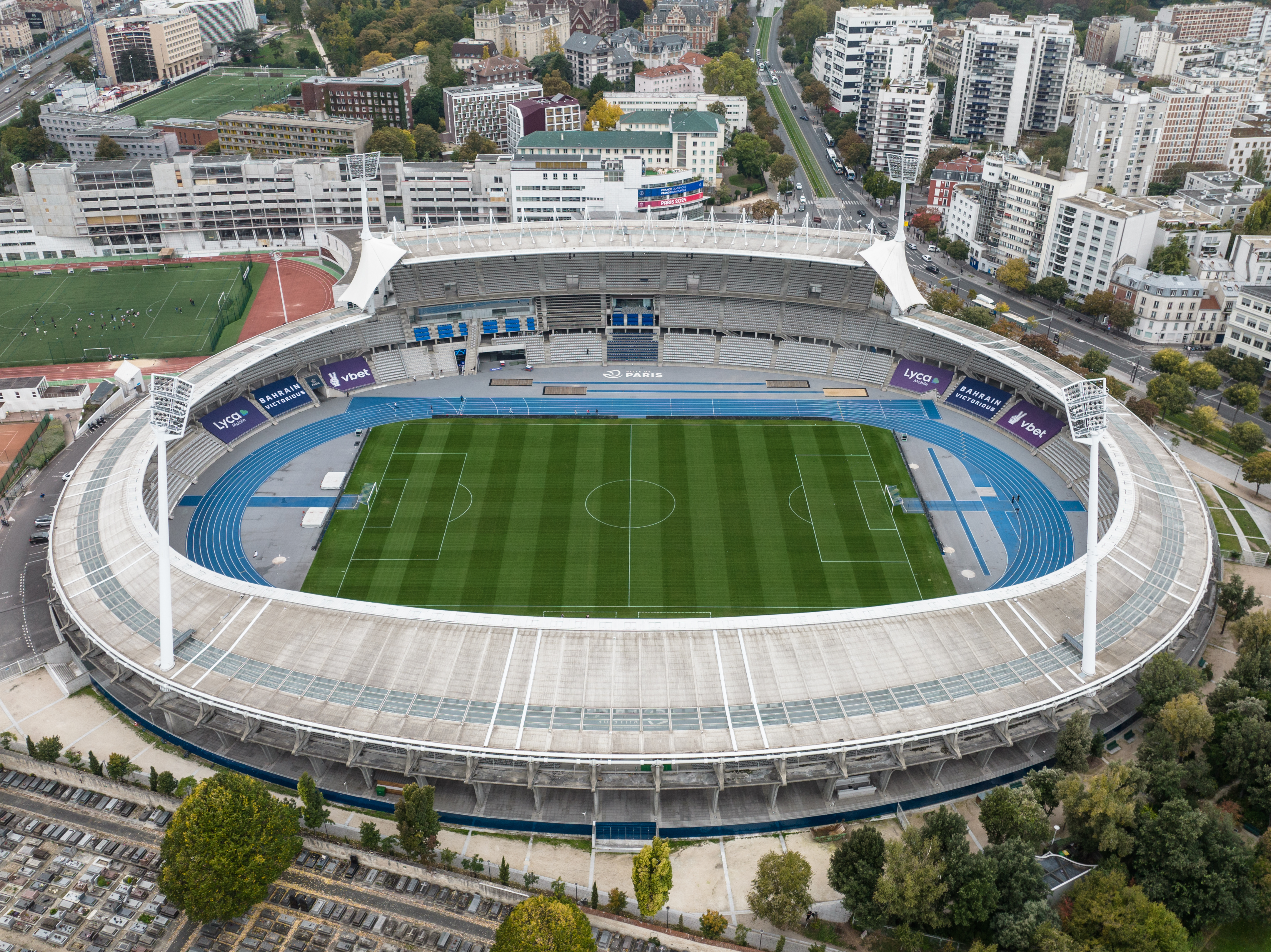
Le stade Charléty.

Le 13e arrondissement dispose d'environ 50 complexes sportifs, ce qui fait de lui l'un des arrondissements les mieux équipés. Beaucoup sont situés là où sont aussi les moins de 20 ans et les autres sont dispersés dans l'arrondissement.
Entre autres, nous pouvons y trouver de nombreux stades, gymnases et piscines dont :
- La piscine de la Butte-aux-Cailles.
- La piscine Joséphine-Baker, piscine flottante sur la Seine.
- La piscine Dunois.
- Le stade Charléty, à la limite du 14e.(Stade du PUC 'Paris-Université-Club)
- Le stade Boutroux, avenue Boutroux où évolue le Paris 13 Atletico.
- Le stade Carpentier, comprenant la halle Georges-Carpentier, boulevard Masséna.
- Le stade Charles Moureu

### Associations
L'œuvre de La Mie de pain, dont l'objet est d'accueillir les sans domicile fixe (SDF) dans l'urgence et leur fournir un hébergement. Elle gère également un relais social, une pension de famille et un foyer de jeunes travailleurs. Cette association est l’héritière de l’action sociale de Paulin Enfert commencée dès le XIXe siècle dans le 13e arrondissement pour venir en aide aux enfants pauvres et leurs parents.
- L'association 13 En Vue(S), dont l'objet est la valorisation et la transmission du patrimoine historique et culturel du 13e arrondissement de Paris, édite une revue historique sur cet arrondissement: Histoire & Histoires…du 13e.
- La Péniche du cœur, association accueillant les sans-logis envoyés par les services sociaux
- Les Amis de Tolbiac œuvrent à la reconnaissance du cinéma associatif Le Barbizon en tant qu’espace culturel de diffusion dans le 13e arrondissement
- Sauvons le Grand Écran se bat pour la préservation du Grand Écran Italie, menacé de disparition au profit de boutiques commerciales
- Ciné13 regroupe les professionnels et le grand public autour du cinéma et vise à la promotion du cinéma français et européen, au cours d'avant-premières qui avaient lieu jusqu'en 2006 au Grand Écran Italie
- Ascendance Hip-Hop
- L'Association des entreprises du quartier asiatique Paris 13e (Entreprises 13), créée au mois de juin 2011, regroupe les commerçants, les artisans, les industriels, les professions libérales et les prestataires de service du quartier, les objectifs principaux sont : mener le combat pour l'ouverture des commerces le dimanche, promouvoir les animations du quartier et mettre en place d'une plateforme d'échange pour les jeunes chefs d'entreprises du quartier.
- L'Association des Amies et Amis de la Commune de Paris 1871 perpétue le souvenir, les idées des communards et de la Commune de Paris 1871.

### Évocations littéraires
- Une partie des Misérables de Victor Hugo se déroule dans l'actuel 13e arrondissement (boulevard de l'Hôpital et certainement aussi l'ancien passage Prévost démoli dans les années 56-59 avec la rénovation de l'îlot 13).
- On peut également citer Brouillard au pont de Tolbiac de Léo Malet (alentours de la rue Watt).
- Éloge du XIIIe arrondissement, par Alexandre Vialatte.
- Les Paulownias de la place d'Italie, par Dominique Joubert.
- "Le Treizième au noir" par Franck Evrard (essayiste)
- La carte et le territoire de Michel Houellebecq.

### Médias
- Le 13 du Mois est un magazine de société indépendant entièrement consacré à l'actualité du 13e arrondissement. Créé en novembre 2010, il présente chaque mois la diversité de l'arrondissement[23]
- Histoire & Histoires... du 13e est une revue historique consacrée à l'histoire et à la culture du 13e arrondissement. Créée en mai 2008, elle retrace, rue par rue, quartier par quartier, l'histoire du 13e arrondissement[24].

## Économie
En 2011, le revenu fiscal médian par ménage était de 31 558 €, ce qui place le 13e arrondissement au 17e rang parmi les 20 arrondissements de Paris.